# 1920

## Події
- 3 лютого — в ході українсько-радянської війни війська РСЧА захопили Миколаїв і Херсон
- 10 березня - консервативні сили Веймарської республіки здійснили невдалу спробу заколоту
- 20-21 березня — ліквідована Область війська Донського; утворена Донська область РРФСР
- 9 травня — проведено польсько-український парад на Хрещатику з нагоди звільнення Києва від більшовиків
- 9 травня — в Ужгороді засноване українське товариство «Просвіта»[1]
- 10 серпня підписаний Севрський мирний договір
- 26-27 серпня — ліквідовані Акмолінська, Семипалатинська області РРФСР; утворена Киргизька АРСР
- 22 вересня — ліквідовані Тургайська і Уральська області Киргизької АРСР
- 28 жовтня — країни Антанти підписали з Румунським королівством «Бессарабський протокол», який віддавав Бессарабію Румунії
- 7 грудня — ліквідована Кубанська область; утворена Кубано-Чорноморська область РРФСР.
- 28 грудня підписаний Союзний робітничо-селянський договір між Російською Соціалістичною Федеративною Радянською Республікою і Українською Соціалістичною Радянською Республікою

### Аварії й катастрофи
- 12 січня — Французький пасажирський пароплав «Африка» (L'Afrique) затонув у Біскайській затоці, після зіткнення з плавучим маяком. Загинуло 553 чоловік

### Наука
- М. І. Вавилов сформулював закон гомологічних рядів спадкової мінливості

## Народились
Дивись також Категорія:Народились 1920
- 2 січня — Айзек Азімов, американський біохімік, письменник-фантаст
- 2 січня — Джордж Гербіґ, американський астроном
- 9 січня — Мечислав Павликовський, польський актор театру та кіно
- 16 січня — Елліот Рейд, американський актор
- 20 січня — Федеріко Фелліні, італійський режисер, сценарист
- 23 лютого — Борис Володимирович Некрасов, російський письменник (пом. 1978)
- 25 лютого — Мун Сон Мьон, корейський релігійний діяч
- 8 березня — Стаднюк Іван Фотійович, російський письменник
- 16 березня — Швейцер Михайло Абрамович, російський кінорежисер
- 21 березня — Георг Отс, видатний естонський оперний співак
- 1 квітня — Міфуне Тосіро, японський кіноактор
- 4 квітня — Ерік Ромер, французький кінорежисер
- 5 квітня — Артур Гейлі, американський письменник
- 7 квітня — Раві Шанкар, індійський музикант
- 23 квітня — Тютюнник Григорій Михайлович, письменник
- 1 травня — Нонна Копержинська, українська акторка
- 14 травня — Стецько Ярослава Йосипівна, український політик, лідер партії Конгрес Українських Націоналістів
- 18 травня — Іван Павло II, 264-й Папа Римський (з 1978 р.)
- 22 травня — Гринько Микола Григорович, український кіноактор
- 5 червня — Сабадаш Степан Олексійович, український композитор, хоровий диригент
- 15 червня — Альберто Сорді, італійський комедійний актор, режисер
- 19 червня — Ів Робер, французький кінорежисер
- 27 червня — І. А. Л. Даймонд, американський сценарист румунського походження
- 8 липня — Готфрід Крістіансен, данський виробник іграшок, винахідник конструктора «Лего»
- 12 липня — Юл Бріннер, американський актор
- 17 липня — Хуан Антоніо Самаранч, дипломат, президент Міжнародного Олімпійського комітету (з 1980)
- 3 серпня — Філліс Дороті Джеймс, англійська письменниця, автор детективів
- 18 серпня — Шеллі Вінтерс, американська кіноакторка
- 22 серпня — Рей Бредбері, американський письменник-фантаст
- 29 серпня — Чарлі Паркер, американський джазовий музикант
- 23 вересня — Міккі Руні, американський кіноактор
- 25 вересня — Бондарчук Сергій Федорович, радянський і російський актор і режисер українського походження
- 17 жовтня — Мігель Делібес, іспанський письменник
- 22 жовтня — Цітовський Юхим Григорович, учасник Великої Вітчизняної Війни
- 23 жовтня — Джанні Родарі, італійський письменник
- 19 листопада — Джин Тірні, американська акторка, номінантка на премію «Оскар» (пом. 1991).
- 6 грудня — Дейв Брубек, американський джазовий музикант, композитор
- Чарлз Буковскі, американський письменник (пом. 1994).

## Померли
Дивись також Категорія:Померли 1920
- 16 серпня — Джозеф Норман Лок'єр, англійський астрофізик, який відкрив гелій на Сонці
- 18 грудня — Маттіас Йокумссон, національний поет Ісландії та автор ісландського державного гімну (н.1835).

## Нобелівська премія
- з фізики: Шарль Едуар Ґійом — «У знак визнання його заслуг перед точними вимірами у фізиці — відкриття аномалій у нікелевих сталевих сплавах»
- з хімії: Вальтер Нернст — «На знак визнання його робіт із термодинаміки»
- з медицини та фізіології: Август Крог — «За відкриття механізму регуляції просвіту капілярів»
- з літератури: Кнут Гамсун — «За його монументальну працю „Соки землі“»
- премія миру: Леон Буржуа — «За зусилля із затвердження миру засобами арбітражу»